# Tim Declercq
Tim Declercq (né le 21 mars 1989 à Louvain) est un coureur cycliste belge.
Il est surnommé « El tractor » pour ses capacités à emmener le peloton sur des kilomètres.

## Biographie
Tim Declercq naît le 21 mars 1989 à Louvain en Belgique. Son frère Benjamin, né en 1994, est également coureur cycliste et son père est l'humoriste Karel Declercq.
En 2011, il devient champion de Belgique sur route espoirs.
Il rejoint en 2012 l'équipe Topsport Vlaanderen-Mercator, devenue Topsport Vlaanderen-Baloise à partir de l'année suivante. En 2012 et 2013, il gagne l'Internationale Wielertrofee Jong Maar Moedig.
En 2017, il signe au sein de l'équipe World Tour Quick-Step Floors. En janvier de la même année, pour ses débuts avec l'équipe il est surnommé « El Tractor » par les journalistes de la télévision en Argentine, en raison de son travail en tête du peloton. Il remporte le Vélo de cristal du meilleur équipier en 2018, 2019, 2020 et 2021, ainsi que le Trophée Flandrien du meilleur équipier en 2021. En 2020, il est élu « meilleur équipier du monde » par ses collègues coureurs dans un sondage du site Cyclingnews.com. Cette saison, il décroche ses meilleurs résultats sur les classiques belges en terminant deuxième des Trois Jours de Bruges-La Panne (21 secondes derrière son coéquipier Yves Lampaert) et cinquième du Circuit Het Nieuwsblad
En février 2022, il commence sa saison en se classant quatrième du Tour d'Arabie saoudite. Quinze jours plus tard, il révèle souffrir d'un problème cardiaque, une péricardite et doit observer une période de repos d'une durée indéterminée. Initialement retenu pour participer au Tour de France 2022, Declercq est contraint de déclarer forfait à la suite d'un test positif au SARS-CoV-2 à quelques jours du départ. Son équipe sélectionne Florian Sénéchal pour le remplacer.
Il s'engage avec l’équipe Lidl-Trek pour 2024 et 2025. Présent au départ du Tour de France pour sa première année sous ses nouvelles couleurs, il est contraint à l’abandon lors de la deuxième semaine de cette course.

## Palmarès et classements mondiaux

### Palmarès sur route par année
- 2005
  - 2e du championnat de Belgique du contre-la-montre débutants
- 2006
  - 2e de la Route de l'Avenir
- 2007
  - 1re étape du Tour de Münster juniors
- 2011
  -  Champion de Belgique sur route espoirs
  - 2e et 5e étapes du Tour de Namur
- 2012
  - Internationale Wielertrofee Jong Maar Moedig
- 2013
  - Internationale Wielertrofee Jong Maar Moedig
- 2016
  - 3e du Grand Prix de Lillers-Souvenir Bruno Comini
- 2017
  - 3e de la Gullegem Koerse
- 2020
  - 2e des Trois Jours de Bruges-La Panne
  - 5e du Circuit Het Nieuwsblad

### Résultats sur les grands tours

#### Tour de France
5 participations
- 2018 : abandon (16e étape)
- 2020 : 127e
- 2021 : 141e et lanterne rouge
- 2023 : 118e
- 2024 : non partant (11e étape)

#### Tour d'Espagne
2 participations
- 2017 : 129e
- 2019 : 78e

### Classements mondiaux
| Année                                 | 2010  | 2011 | 2012 | 2013 | 2014 | 2015  | 2016 | 2017  | 2018  | 2019  | 2020 | 2021  | 2022 | 2023  | 2024  |
| ------------------------------------- | ----- | ---- | ---- | ---- | ---- | ----- | ---- | ----- | ----- | ----- | ---- | ----- | ---- | ----- | ----- |
| UCI World Tour                        |       |      |      |      |      |       | nc   | 413e  | 257e  |       |      |       |      |       |       |
| Classement mondial                    |       |      |      |      |      |       | 334e | 1954e | 1140e | 1166e | 103e | 1792e | 911e | 1264e | 1892e |
| UCI Europe Tour                       | 1006e | nc   | 234e | 160e | 764e | 1056e | 166e | 1396e | 1479e | 821e  | 86e  | 1230e | 667e | nc    | nc    |
| UCI Asia Tour                         | nc    | nc   | nc   | nc   | nc   | nc    | 504e | nc    | 639e  |       |      |       |      |       |       |
|                                       |       |      |      |      |      |       |      |       |       |       |      |       |      |       |       |
| Légende : nc = non classéSource : UCI |       |      |      |      |      |       |      |       |       |       |      |       |      |       |       |

## Distinctions
- Vélo de cristal du meilleur équipier  en 2018, 2019, 2020 et 2021
- Trophée Flandrien du meilleur équipier : 2021